# ライアン・ケント
ライアン・ケント（Ryan Kent、1996年11月11日 - ）は、イングランド・オールダム出身のプロサッカー選手。ポジションはMF。

## 経歴

### クラブ
7歳でリヴァプールFCのアカデミーに入団。その後順調にステップアップを重ね、リザーブチームに昇格した。2014–15シーズンにおける活躍が評価され、2015年3月に最初のプロ契約を結んだ。2015年夏、トップチームのプレシーズンツアーに帯同、試合にも出場した。
2018年7月、スティーブン・ジェラードが新監督を務めるレンジャーズFCへ1年間のレンタル移籍が決まる<。シーズンを通して活躍し、クラブの年間最優秀若手プレーヤーに選出された。
その後、一度登録上はリヴァプールに戻り、プレシーズンマッチでは出場機会を得るも公式戦ではベンチにも入ることができない状況が続き、9月3日に前シーズンにローンで過ごしたレンジャーズへ完全移籍が決定した。
2023年6月12日、フェネルバフチェSKに移籍。

### 代表歴
U18およびU20イングランド代表歴がある。